# 1013
1013（千十三、せんじゅうさん）は自然数、また整数において、1012の次で1014の前の数である。

## 性質
- 1013は170番目の素数であり、1つ前は1009、次は1019。
  - 約数の和は1014。
- 38番目のソフィー・ジェルマン素数である。1つ前は953、次は1019。
  - 2つ以上の連続する素数が共にソフィー・ジェルマン素数となる7番目の数である。1つ前は（653, 659）、次は（1223, 1229）。(オンライン整数列大辞典の数列 A339474)
- 1013 = 222 + 232
  - 異なる2つの平方数の和で表せる296番目の数である。1つ前は1010、次は1017。(オンライン整数列大辞典の数列 A004431)
- n = 22 のときの n2 + (n + 1)2 の値とみたとき1つ前は925、次は1105。(オンライン整数列大辞典の数列 A001844)
  - n2 + (n + 1)2 で表せる11番目の素数である。1つ前は761、次は1201。(オンライン整数列大辞典の数列 A027862)
- 1013 = 22 + 152 + 282 = 42 + 62 + 312 = 72 + 82 + 302 = 82 + 182 + 252 = 92 + 162 + 262 = 172 + 182 + 202
  - 3つの平方数の和6通りで表せる75番目の数である。1つ前は1010、次は1058。(オンライン整数列大辞典の数列 A025326)
  - 異なる3つの平方数の和6通りで表せる49番目の数である。1つ前は1010、次は1019。(オンライン整数列大辞典の数列 A025344)
- 各位の和が5になる23番目の数である。1つ前は1004、次は1022。
  - 各位の和が5になる数で8番目の素数である。1つ前は401、次は1031。(オンライン整数列大辞典の数列 A062341)

## その他 1013 に関連すること
- 1気圧である標準大気圧は1013hPa。
- 高松琴平電気鉄道1013形電車はかつて高松琴平電気鉄道で使用されていた電車で、三岐鉄道からの譲受車。